# Telčský potok
Telčský potok (též Rudolický potok) je potok na rozhraní okresu Chomutov a Most v Krušných horách. Je dlouhý 9,1 km, plocha povodí měří 21,3 km² a průměrný průtok v ústí je 0,27 m³/s. Potok spravuje státní podnik Povodí Ohře.
Potok pramení na vrcholové části Krušných hor severoseverovýchodně od samoty Lesná v nadmořské výšce 885 metrů. Tomuto místu odpovídá lokalita s místním názvem Na Močále, kde je ovšem v mapě vyznačen pouze občasný vodní tok a pramen Telčského potoka se nachází o 500 m dále na severozápad. Na některých mapách je první kilometr toku (od pramene k rybníku u samoty V Díře) pojmenován jako Lužec. Pod rybníkem se koryto rozdvojuje. Levá větev směřuje na jih jako Lužec ke Svahové do Podkrušnohorského přivaděče. Pravá větev, zde již shodně značená jako Telčský potok, se stáčí na severozápad. Cestou napájí Hraniční rybník, potom vtéká do Telčského údolí. Pod zaniklou vesnicí Gabrielina Huť se zprava vlévá do Načetínského potoka v nadmořské výsce 560 metrů.
Potok na svém toku překonává výškový rozdíl přes 200 m a zejména v Telčském údolí má velký spád. Koryto je kamenité a v údolí ho lemují rozsáhlé skalní ortorulové výchozy. Při srpnových povodních v srpnu 2002 rozvodněný potok v Telčském údolí strhl většinu mostů a podemlel cestu. Obnoveny byly v roce 2004.

## Fotogalerie

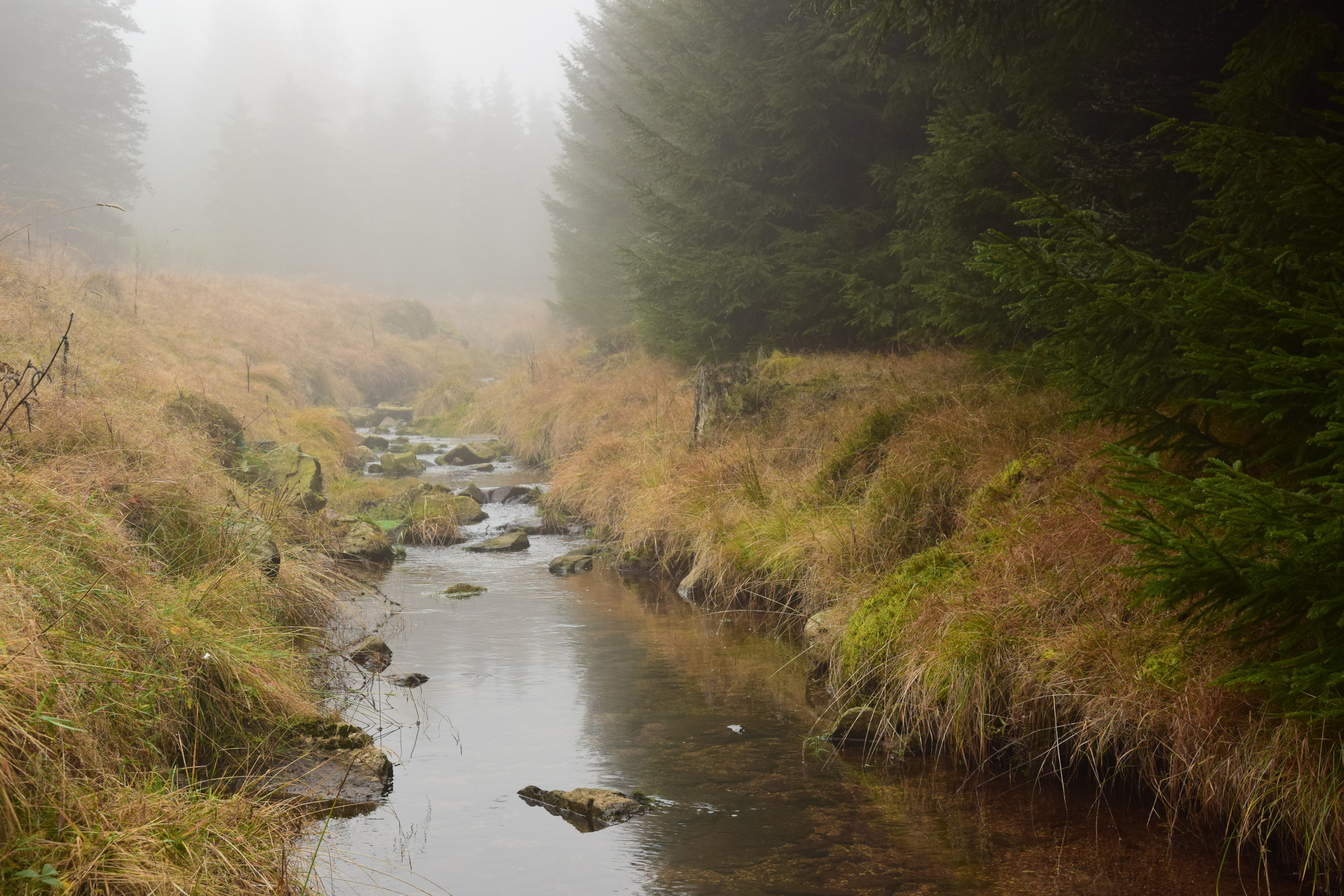
Telčský potok pod skalním útvarem Na Volárně
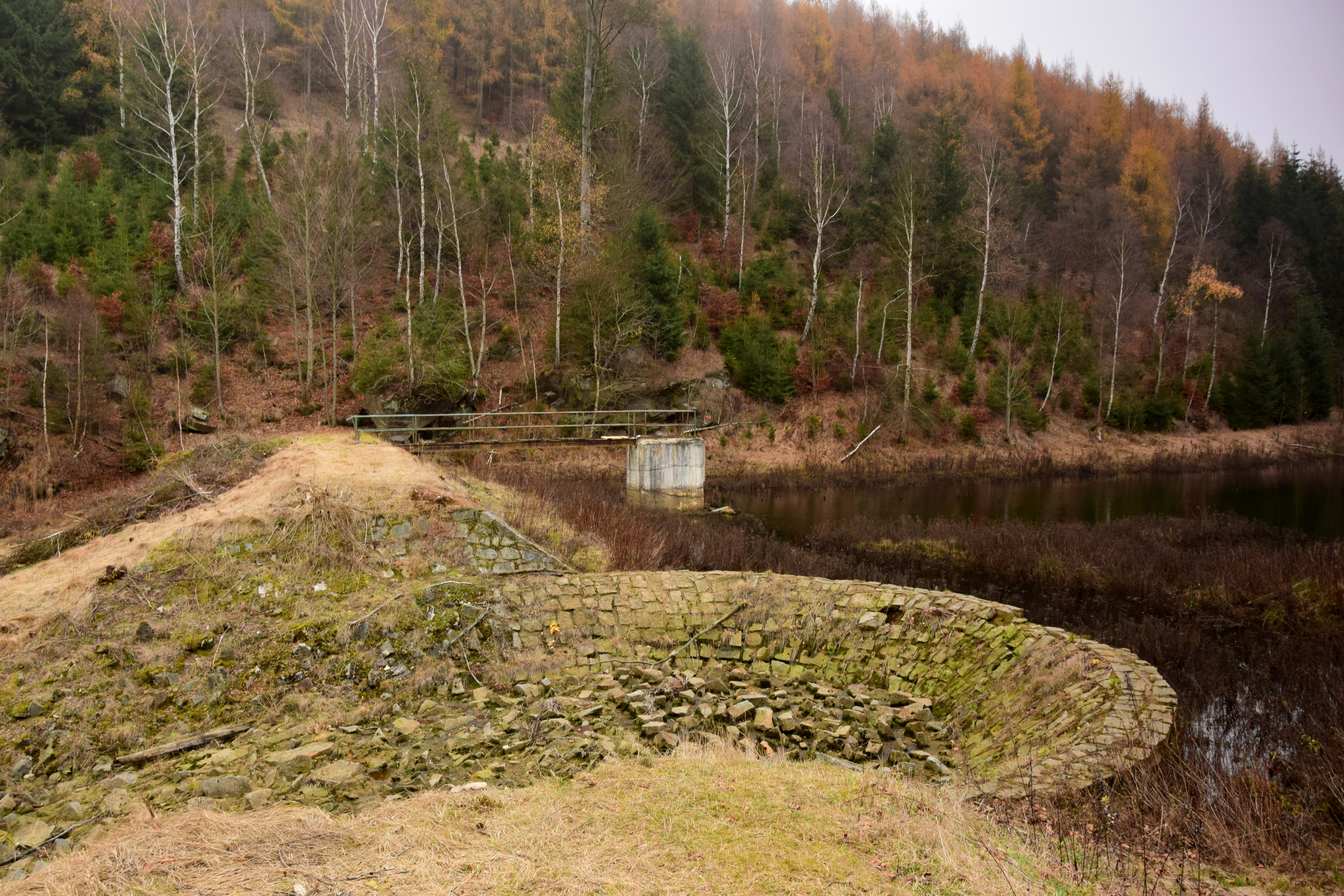
V bývalé Gabrielině Huti potok napájí vodní nádrž